# Alaitolei
Alaitolei ist ein Verwaltungsbezirk (Ward) des Distrikts Ngorongoro in der tansanischen Region Arusha.

## Geografie
Alaitolei liegt im Norden von Tansania rund 170 Kilometer Luftlinie westlich der Regionshauptstadt Arusha. Der Bezirk liegt auf einer Hochfläche in rund 1600 Meter Seehöhe. An der Grenze im Südosten fällt das Land steil zum Eyasisee ab.
Alaitolei grenzt im Norden und im Osten an Enduleni, im Süden an Eyasi und im Westen an Kakesio, ist 375 Quadratkilometer groß und bei der Volkszählung 2022 lebten hier 4496 Menschen in 1130 Haushalten.

## Gliederung
Der Bezirk besteht aus drei Gemeinden (Mtaa) mit neun Orten (Kitongoji):
| Esere - Mugongoroni - Olmot - Esere | Engeshei - Engeshei - Lengeldina - Sarufa | Alaitolei - Olpiri - Olkereketa - Mgororoni |

## Wirtschaft und Infrastruktur
- Gesundheit: In der Gemeinde Esere befindet sich eine staatliche Apotheke, die auch kleine chirurgische Eingriffe vornimmt.[8]

## Sonstiges
Alaitolei ist Teil der UNESCO-Welterbestätte „Ngorongoro Conservation Area“. Hier treffen verschiedene Ziele aufeinander wie der Schutz der Artenvielfalt, die Schaffung von Tourismusmöglichkeiten, die Verbesserung der Lebensgrundlagen der ansässigen Massai und die Bewahrung der Massai-Kultur. Dabei werden meist die Interessen der Männer abgewogen. Bei einer Studie des globalen Netzwerks umweltökonomischer Forschungszentren Environment for Development wurden Frauen befragt. Dabei nannte mehr als die Hälfte der Frauen von Alaitolei die Versorgung der Familie mit Essen als größte Herausforderung und mehr als ein Viertel die Wasserversorgung.